# 城堡级轻型护卫舰
城堡级轻型护卫舰是第二次世界大战时英国海军在花级轻型护卫舰基础上设计的改进型远洋反潜护航轻型护卫舰。1943年后期入役。装备了雷达与声纳。

## 设计
英国海军部决定停止不适应大洋护航的花级护卫舰的建造，青睐更大的河级护卫舰。但是，英国与加拿大的众多中小船厂没有条件建造大型护卫舰。城堡级设计为可以在只有湖级护卫舰所用一半长度的滑道上。湖级护卫舰类似于河级护卫舰但是用了预组装体系。
城堡级的外观类似于花级护卫舰改进型的长艏楼。但更大（约1,200吨，多出200吨）、更长40英尺（12）。
与花级的主要外观区别是用桁架桅取代了单杆桅。艉部更宽，是更为典型的巡洋舰艉。
与花级相比，反潜装备从深水炸弹投掷器变为“枪乌贼”反潜发射器。一战时代的中等初速九型4英寸BL舰炮发射31-英磅（14-）炮弹，被替换为新型低初速十九型4英寸QF舰炮能发射更重的35-英磅（16-）炮弹，能高平两用。
动力与花级相同。因此动力严重不足。

## 舰船使用
战后，加拿大海军把5艘“城堡”级以每艘24万美元的价格卖给了中華民國行政院物资供应局，用以重建航业。以“大”字头命名。1946年7月起，这批旧护航舰陆续抵达上海交付，其中大纯、大统、大经交由国营招商局营运。当时沪津航线客商众多，津浦铁路因为内战原因不能全程通车，旅客多取道海上。招商局因此将新接收的轻型护卫舰3艘（船价24万美元）加以改装，1947年4月命名为锡麟（原名大统）、秋瑾（原名大经）、元培（原名大纯），用以开航沪津特快班轮，自民国36年4月下旬起，每旬对开3次，航程700多海里仅需50小时，旅客称便。此型轮船长76.9米，宽11.1米，型深5.3米，1476总吨，满载吃水4米，航速16节，主机为往复蒸汽机，2750匹马力，日耗油量约28吨。改装后，客舱分特等A、B两级与三、四等，可载旅客300余人。货舱极小，除装运旅客行李外，只能载货200吨。同型船还有私营福民轮船公司的万里轮（大纯）。
- HMCS Bowmanville (K493) (前HMS Nunney Castle（英语：HMS_Nunney_Castle_(K446)））,1946年9月5日卖给中国作为上商船。先后命名为“大纯”轮与“元培”轮。[3]1949年因为遭遇台风受损被遗弃在码头，泊在金利源第三码头，但已遭破坏，舱底进水达一人多深。经上海市航业界职工联合会组织人员抢救脱险，不久移交中共海军。安装苏制2座单管130毫米舰炮，1门45毫米舰炮，5门短管37毫米舰炮。第一任舰长卢振乾。1950年4月23日在南京命名为“广州”舰。为华东海军第六舰队旗舰，麾下有5艘护卫舰和1艘江防炮舰，之后又有5艘修复的军舰加入。三个月后南昌舰称为第六舰队旗舰。1954年4月28日上午，在浙东海面的南田岛菜花歧以南的北泽海域，“广州”和“开封”二舰驰援“瑞金”和“兴国”与中華民國海军“太和”、“信阳”和“太康”舰展开炮战。广州舰130毫米舰炮击中太和舰水线以上部位。1954年5月16日长沙舰、南昌舰和广州舰再次在菜花歧海域设伏，开封舰引诱“太和”舰，“南昌”和“广州”舰见诱敌不成，以齐射火力追加太和舰，广州舰发射146发130毫米炮弹，南昌舰发射26发100毫米炮弹，却仅命中一发，太和舰逃离。1977年8月改作练习舰使用。1980年9月，海军撤销荣誉舷号，广州舰舰艏改涂524舷号。不久参演电影《归宿》，留下了最后的彩色影像。1982年2月27日退役。1986年作为靶舰击沉。
- HMCS Orangeville (K491) (前HMS Hedingham Castle（英语：HMS Hedingham Castle (K491)）)：1943年7月23日在利兹开始建造，1944年1月26日下水。1944年5月10日入役。1944年转给加拿大海军。1946年9月5日卖给中国政府作为商船。1947年更名为“大统”轮。总登记吨1,387吨。[4] 1948年卖给招商局，更名为“锡麟”轮。1950年6月29日被中华民国海军征用。安装美国舰炮，1951年6月入役称为“德安”舰（舷号81），隶属巡逻舰队。参加铜山港(1954)、定海湾(1956)、闽江口龙牙石(1957)、七星礁(1958)、海坛岛(1958)诸役，战绩辉煌。1962年改为外岛之人员交通船，1965年再回役於巡逻舰队，於1968年4月15日除役。1969年作为靶舰被击沉。
- HMCS Tillsonburg (K496) (前HMS Pembroke Castle（英语：HMS Pembroke Castle (K450)）)：1942年12月9日铺龙骨。1943年6月3日下水。1944年2月12日入役。1944年6月29日移交加拿大海军。1946年9月5日卖给招商局作为商船，更名为“大经”轮。总登记吨1,387吨。1947年更名为“秋瑾”轮。1950年6月29日被海军征用。安装美炮。1951年6月1日入役称“高安”舰（舷号80），隶属巡逻舰队。参加1953年的東山島戰役。1955年4月1日改名为“率真”舰，舷号11，作为两栖指挥旗舰。1963年退役。
- HMS Humberstone (K497) (前HMS Norham Castle（英语：HMS Norham Castle (K447)）)1946年卖给中国作为商船。命名为“大纬”轮。1947年被福民轮船公司（Foo Ming SS Co Ltd）买下，更名为、万里轮。1948年4月11日，上海福民轮船公司的万里轮（1514吨）载客1137人（超载673人），船员93人，装杂货480吨（超过了200吨的载货定额），自天津紫竹林码头起航回上海。4月12日上午8时许，驶至山东成山头北侧，荣成湾内线，海驴岛（俗称花兔子）与成山角间险峻航道，不慎触卧虎石暗礁（海图上没有），船长沙允仁、大副艾华中架船抢滩于9时27分船搁浅在苍岛下沙滩上。中共荣成县长宋元良现场组织抢救、安置食宿。[5]受难乘客中，有外籍人13人，善后救济总署中方官员4人，国民党少将以上军官7人。次日全体旅客又移往荣成县城外窑上村住宿。难船下沉18尺，船身最高处尚在水面上2尺。上海福民轮船公司命该公司长城轮（1051总吨）速驶荣成湾接运被难乘客和船员，4月26日长城轮载第一批700余人，于29日晨平安抵沪。5月2日长城轮第二次进荣成湾，除15名国民党高级军官暂留解放区外，452名乘客和船员及行李、物资装上长城轮。5月6日夜该轮航行至长江口北佘山洋面遇大雾，驾驶员误转了航向，不慎触上佘山山脚，这数百人再次大难临头，饥寒交迫，冒雨摸黑爬上佘山。直至9日下午招商局中108轮将遭难乘客接回上海。长城轮脱浅后，也空驶返沪。万里轮后打捞未果弃沉。[6]
- HMCS Copper Cliff (K495) (前HMS Norham Castle（英语：HMS Norham Castle (K447)）)1946年卖给中国作为商船。命名为“大纶”轮。1947年被福民轮船公司（Foo Ming SS Co Ltd）买下，更名为长城轮。1949年先后更名为Tai Shan、King Kang。1950年卖给了Wallem & Co Ltd（在巴拿马登记）。1950年更名为Flying Dragon。1951年更名为San Blas。[4]1954年更名为South Ocean，属于南韩远洋渔业公司。1959年9月在香港Chiap Hua Manufactory Co Ltd拆船。[7][8][4]